# Чоловіки з Марса, жінки з Венери
«Чоловіки з Марса, жінки з Венери» (англ. Men Are from Mars, Women Are from Venus) — книга-бестселер 1992 року американського психолога Джона Грея. Видана багатьма мовами світу та розійшлась накладом більше ніж 50 мільйонів екземплярів. Згідно з CNN книга стала «найкращою працею у жанрі нехудожньої літератури» 1990-х років

## Огляд
В основі підходу до відносин між чоловіками і жінками у книзі використовується, як метафора, припущення, що чоловіки і жінки настільки різні, що їх можна вважати вихідцями з двох різних планет. Грей використовує метафору — римського бога  Марса і богині  Венери, як вираження стереотипів чоловіка і жінки відповідно.
На противагу багатьом психологам, які більше звертають увагу на схожість між статями, Грей акцентує увагу саме на відмінностях. Як приклад типова проблема: жінкам здається, що чоловіки не вміють слухати. Це відбувається через те, що у важку хвилину жінці потрібно виговоритися, від чоловіка вона хоче отримати підтримку і визнання того, що її труднощі значущі. Чоловік же поспішає відразу же знайти рішення проблеми, замість того, щоб уважно вислухати. Інша проблема: чоловікам здається, що жінки намагаються їх переробити, люблять «пиляти» і давати рекомендації. Наприклад, коли чоловікові не вдається зробити якесь завдання самостійно, жінка вважає, що повинна допомогти і починає давати поради. Але чоловік в цьому бачить не допомогу, а недовіру до своїх здібностей, адже для чоловіків важливо всього досягати самостійно. Інші статеві відмінності, описані в книзі — «система балів» у чоловіків і у жінок, поведінка в стресових ситуаціях тощо.

## Український переклад
- Джон Грей. Чоловіки з Марса, жінки з Венери. — К. : КМ-Букс, 2015. — 312 с. — ISBN 978-617-538-403-9.